# Gunnarella neocaledonica
Gunnarella neocaledonica là một loài thực vật có hoa trong họ Lan. Loài này được (Rendle) Senghas mô tả khoa học đầu tiên năm 1988.